# Forest of Dean (distrito)
Forest of Dean ("Floresta de Dean" em inglês) é um distrito de administração local em Gloucestershire, Inglaterra, tendo a sua designação origem em Forest of Dean. O seu conselho fica em Coleford. Outras cidades importantes são Cinderford, Newent e Tidenham.
O distrito foi criado em 1 de Abril de 1974, sob a Lei do Governo Local de 1972, pela fusão do Distrito Rural de East Dean, Distrito Rural de Lydney, Distrito Rural de Newent e Distrito Rural de West Dean, e das paróquias Newnham e Westbury-on-Severn do Distrito Rural de Gloucester.

## Paróquias e localidades
- Alvington, Awre, Aylburton
- Blaisdon, Bream, Brockweir, Bromsberrow
- Churcham, Cinderford, Coleford, Corse
- Drybrook, Dymock
- Ellwood, English Bicknor
- Gorsley and Kilcot
- Hartpury, Hewelsfield,  Highleadon, Huntley
- Kempley
- Littledean, Little London, Longhope, Lydbrook, Lydney
- Mitcheldean
- Newent, Newland, Newnham
- Oxenhall
- Pauntley
- Redmarley D'Abitot, Ruardean, Rudford e Highleadon, Ruspidge
- Soudley, St Briavels, Staunton (perto de Gloucester), Staunton (perto de Coleford), Symonds Yat
- Taynton, Tibberton, Tidenham
- Upleadon
- Westbury-on-Severn, West Dean, Woolaston